# Coluna embutida

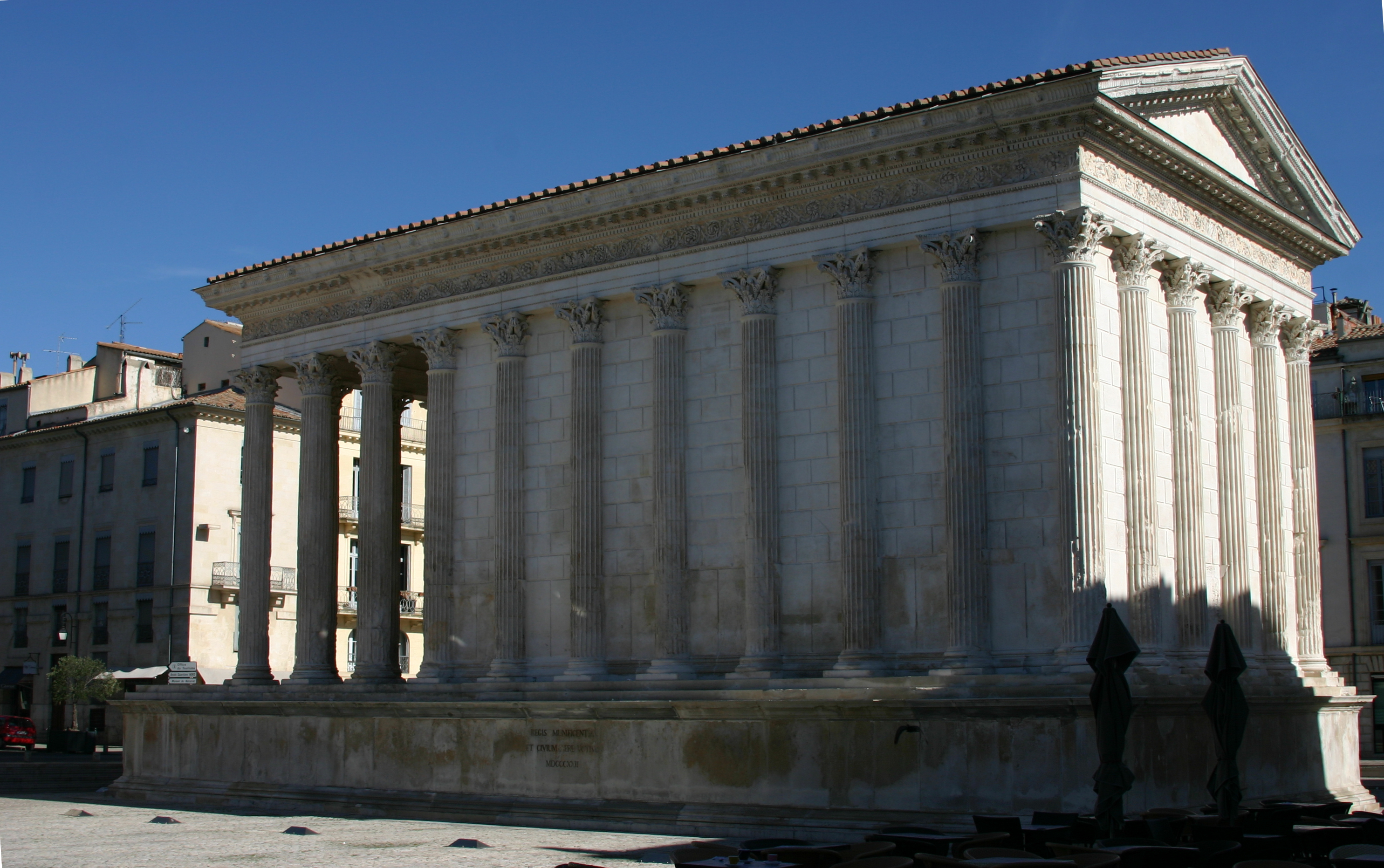
Colunas embutidas na cela da Maison Carrée, em Nimes, França.

Em arquitetura, coluna embutida é uma coluna incorporada a uma parede e que se projeta parcialmente da superfície desta. Dependendo do quanto ela se destaca da parede, pode ser chamada de "semi destacada" ou "três-quartos destacada" . Colunas embutidas são muito raras na arquitetura da Grécia Antiga, encontradas somente em casos excepcionais, mas, na arquitetura da Roma Antiga, são muito comuns, geralmente encontradas nas paredes das celas de edifícios pseudoperipterais.
As colunas embutidas tem uma função similar à dos contrafortes, mas são distintas das pilastras, que, por definição, são ornamentais e não estruturais.